# The One (série télévisée)
Pour les articles homonymes, voir The One.
The One est une série télévisée britannique en huit épisodes d'environ 43 minutes réalisée d'après le roman éponyme de John Marrs, développée et produite par Howard Overman, et mise en ligne le 12 mars 2021 sur la plateforme de streaming Netflix.

## Synopsis
La série raconte l'histoire de scientifiques utilisant les avancées sur les recherches de l'ADN dans un objectif simple : faire se rencontrer les individus et leur partenaire de vie idéal. En réalité, cela n'est beau que sur le papier et les révélations vont s'enchaîner sur les vérités derrière ce grand phénomène.

## Distribution

### Acteurs principaux
- Hannah Ware (VF : Laura Blanc) : Rebecca Webb[1]
- Zoe Tapper (VF : Sybille Tureau) : Kate Saunders
- Dimitri Leonidas (VF : Jim Redler) : James Whiting
- Diarmaid Murtagh (VF : Jean-Pierre Michaël) : Connor Martin
- Lois Chimimba (VF : Alice Taurand) : Hannah Bailey
- Eric Kofi-Abrefa (VF : Mike Fédée) : Mark Bailey
- Jana Pérez (VF : Alexandra Garijo) : Sophia Rodriguez
- Stephen Campbell Moore (VF : Jérémy Prévost) : Damien Brown

### Acteurs récurrents
- Gregg Chillin (VF : Nessym Guetat) : Nick Gedny
- Pallavi Sharda (VF : Marie Tirmont) : Megan Chapman
- Albano Jerónimo (VF : Valentin Merlet) : Matheus Silva
- Amir El-Masry (VF : Franck Sportis) : Ben Naser
- Wilf Scolding (VF : Thibaut Lacour) : Ethan
- Nadia Albina : Amy Naser
- Eduardo Lloveras (VF : Benjamin Penamaria) : Sebastian Rodriguez
- Simone Kirby (VF : Laurence Dourlens) : Charlotte Driscoll
- Paul Brennen : David Cooper
- Miguel Amorim (VF : Martin Faliu) : Fabio Silva
- Paula Muñoz : Valeria Sanz
- Louis Hunter : Josh Lee

 Source et légende : version française (VF) sur RS Doublage

## Épisodes
Les épisodes, sans titres, sont numérotés de un à huit.